# Casa Comas d’Argemir
Das „Haus Comas d’Argemir“, so die deutsche Übersetzung von Casa Comas d’Argemir, wurde von dem Architekten Josep Vilaseca i Casanovas 1904 als Einfamilienhaus für die Familie Comas d’Argemir in Barcelona entworfen. Es hat die Adresse Avinguda de la República Argentina, 92 und befindet sich an der Abzweigung der Carrer de Bolívar von der Avinguda de la República Argentina im Stadtviertel Vallcarca i els Penitents des Stadtteils Gràcia in Barcelona in der autonomen Gemeinschaft Katalonien in Spanien. Das Casa Comas d’Argemir ist ein geschütztes lokales Kulturdenkmal.

## Architektur
Das Gebäude steht auf einem rechteckigen Grundstück an einem Ort mit vielen Unebenheiten. Dies führt dazu, dass die Hauptfassade, die der Avinguda de la República Argentina zugewandt ist, aus einem Erdgeschosses und einem Obergeschoss besteht, während die Rückseite an der Avinguda de Vallcarca aus einem Erdgeschoss (mit Terrasse und Garten) und vier Etagen besteht. Ein seitlicher Durchgang südlich des Gebäudes dient dazu, die Hauptfassade mit dem Innenhof zu verbinden. Die andere Seite hat eine Trennwand zum angrenzenden Gebäude.
Das Gebäude hat ein pseudomittelalterlich-burgähnliches Aussehen, das durch zahlreiche Details des  Katalanischen Modernismus bereichert wird. An der Hauptfassade öffnet sich das Erdgeschoss durch einen großen Parabolbogen, der einem geschlossenen Portal Platz macht, zur Straße. Der Bogen wird einseitig von einer geformten Konsole mit Löwenkopf getragen. Er hat einen Steinsockel mit Werkstein, der durch einen Rand aus Keramikfliesen, bemalt mit Motiven von Kindermusikern, vom Rest der Fassade getrennt ist. Die weitere Verkleidung ist mit einem einfachen geometrischen Sgraffito bedeckt. Neben dem Zugangsportal wird ein großes Fenster von einem Bogen bedeckt, der von zwei Drachen getragen wird. Dieses Fenster deckt ein Zwillingsfenster mit dem Stufenprofil ab, das mit glasierten Keramikfliesen belegt ist, was ihm eine Ähnlichkeit zum Mudéjarstil verleiht.
Der erste Stock hat drei von stilisierten Sgraffito eingerahmte Fenster mit schmiedeeiserner Brüstung. An der Ecke des Gebäudes befindet sich eine kreisförmige Tribüne in Form eines Turmes. Diese ist mit einer konischen Kuppel bedeckt, welche mit Trencadís in verblassten Blautönen verziert und einem vierendigen Kreuz gekrönt ist. Der Turm hat schmale, schießschartenähnliche Fenster mit je einem obigen Halbkreisbogen. Der untere Teil des Turmes ist von Keramikfliesen umschlossen, die mit Motiven bestehend aus Kindern und Blumen bemalt sind. Am unteren Turmende befindet sich ein grotesker Löwenkopf. Die Fassade wird von Gitterzinnen gekrönt, die das Dach umschließen.
Die hintere sowie die dem inneren Durchgang zugewandte Fassade haben ein ähnliches Aussehen wie die beiden oberen Stockwerke, die nur durch eine halbkreisförmige Eckgalerie mit den gleichen Verzierungen wie die Zwillingsfenster auf der Höhe des Erdgeschosses der Hauptfassade unterbrochen werden.
Bei der Innenausstattung macht sich die Akzeptanz des französischen Jugendstils bemerkbar, insbesondere bei der Blumendekoration der Treppenhausfenster.

## Fotogalerie

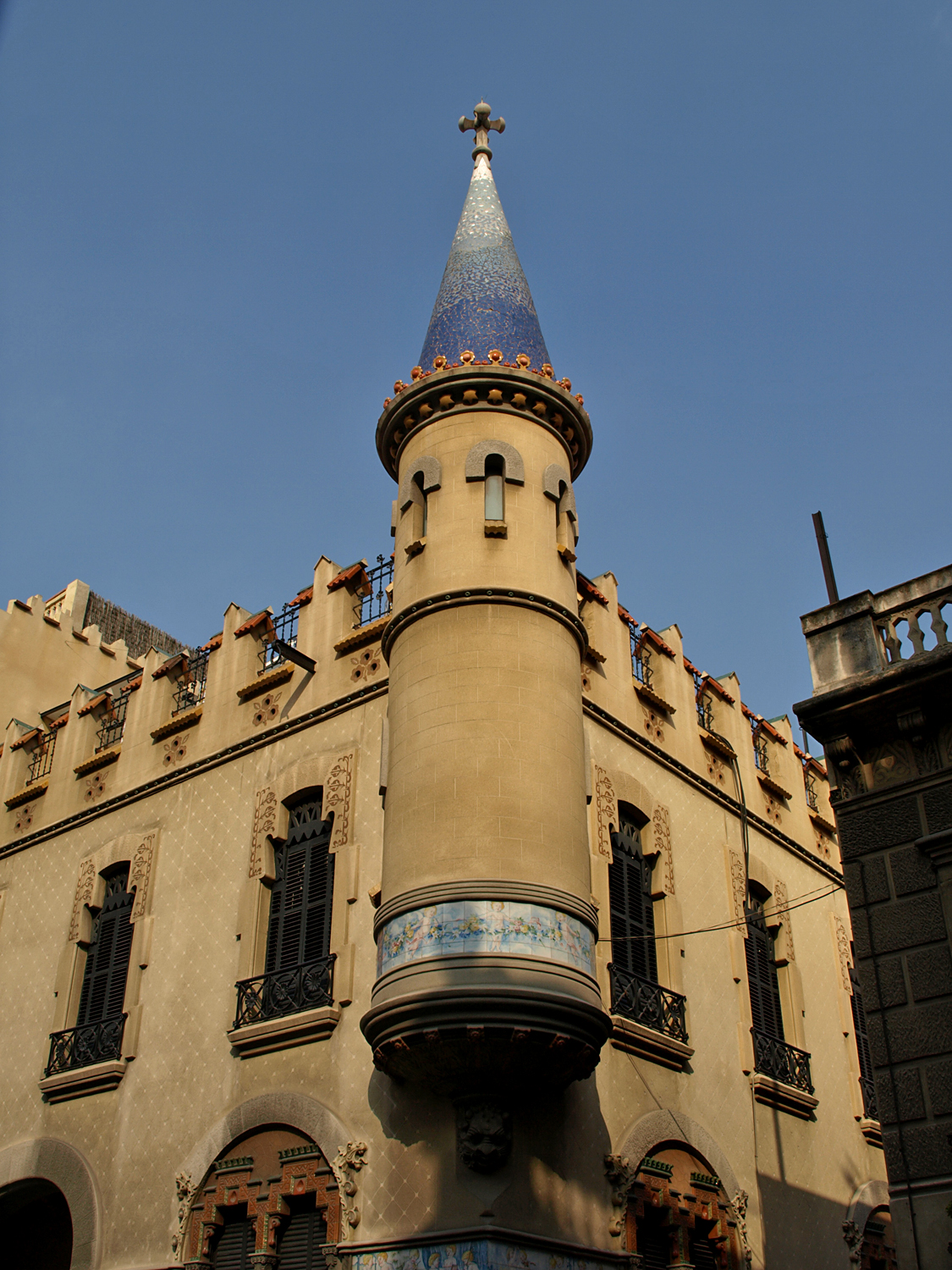
Fassade
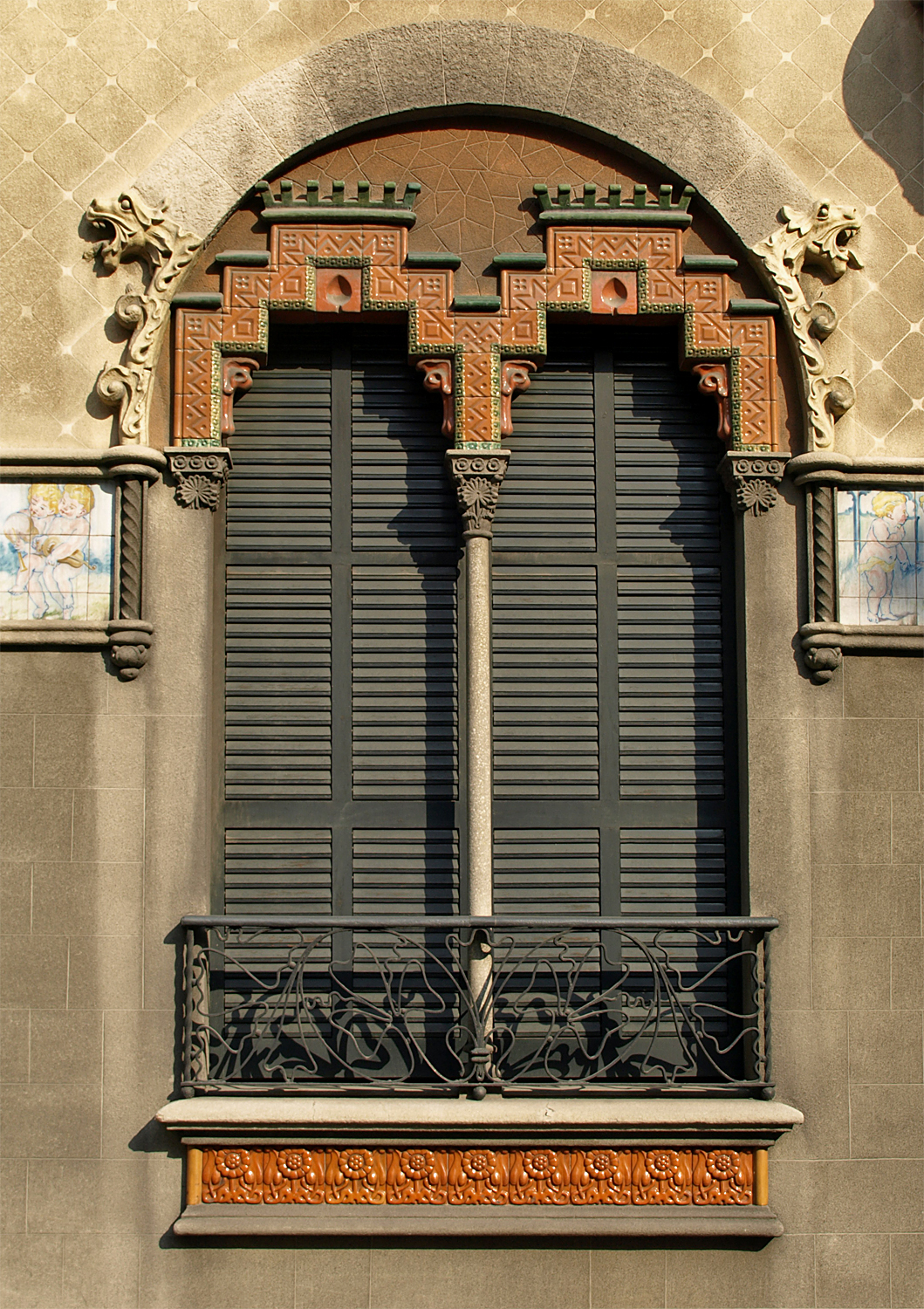
Fenster
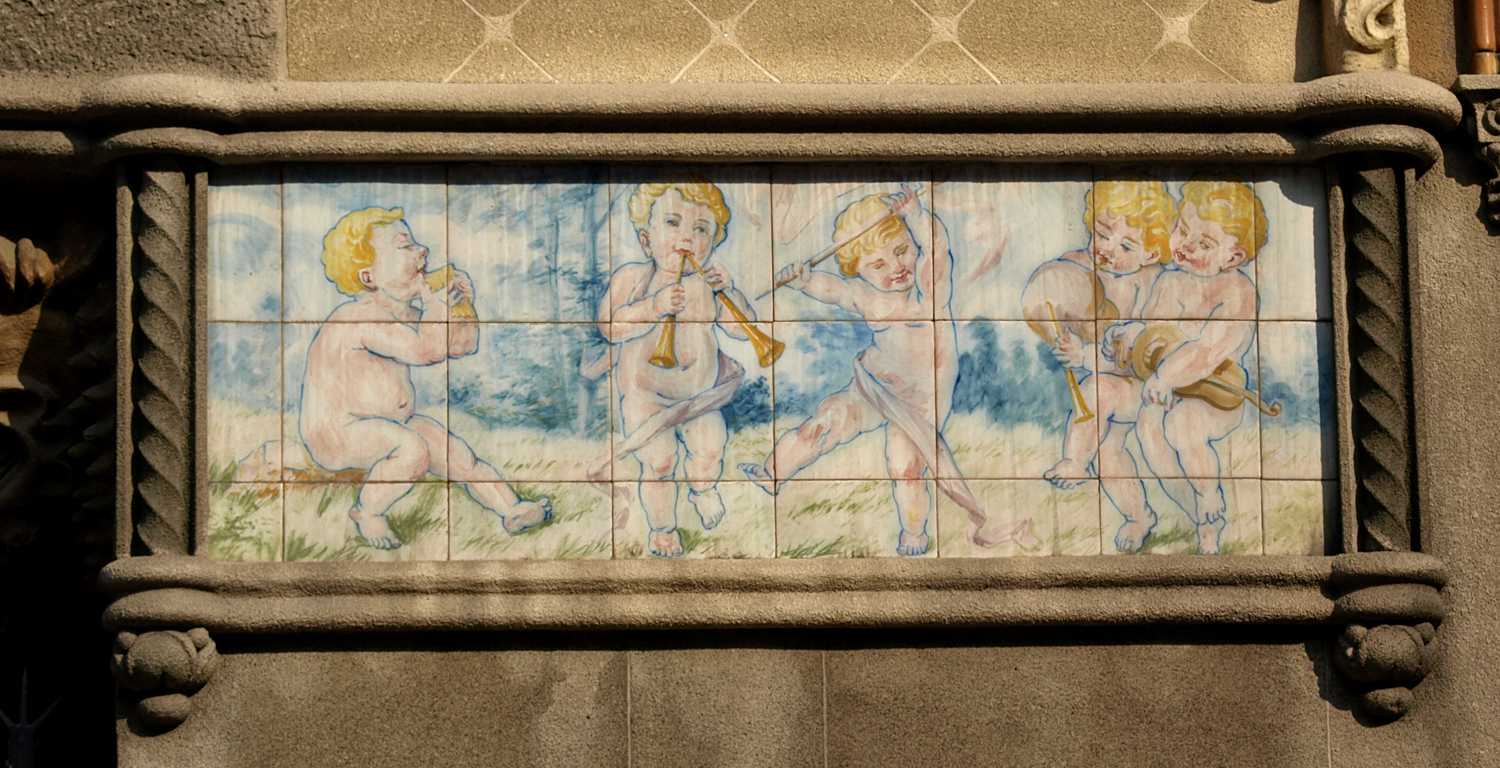
Detail
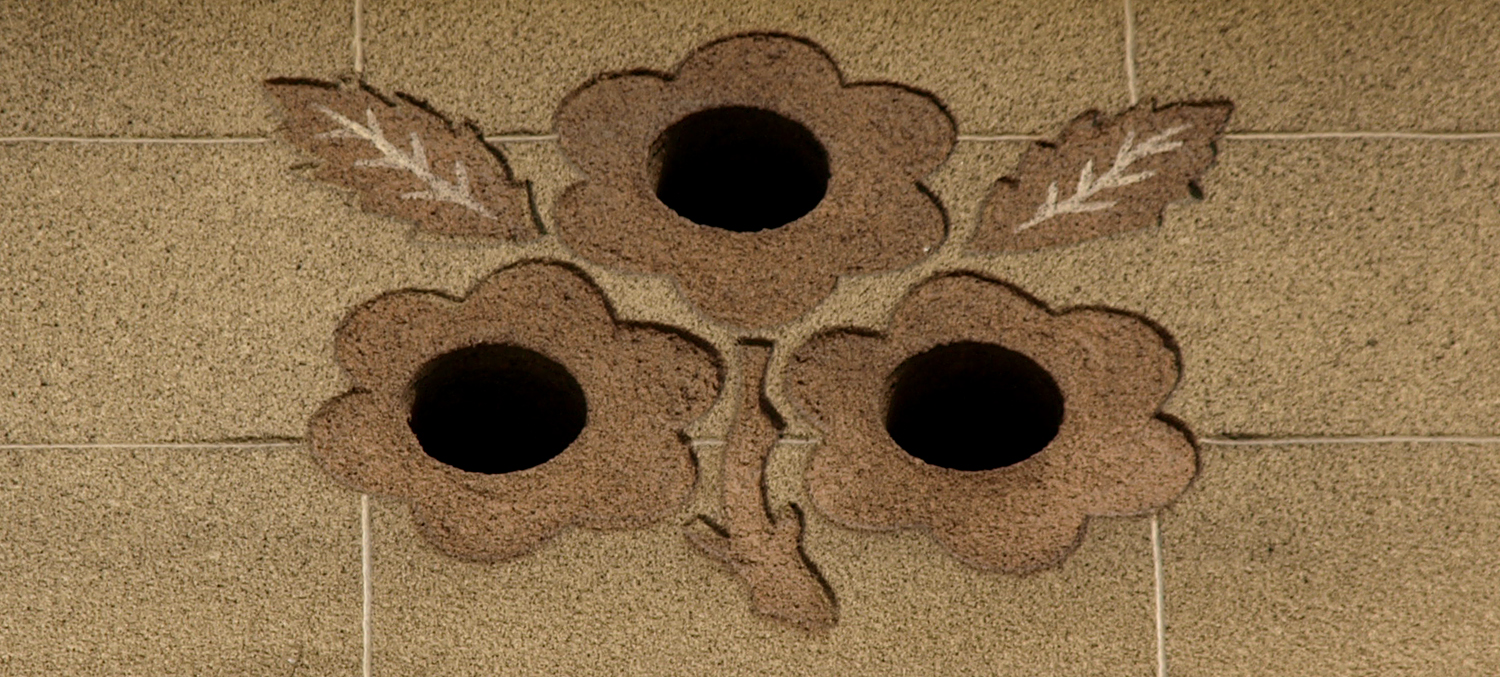
Detail